# 司徒桂美
司徒桂美（1939年5月—），女，汉族，广东开平人，中华人民共和国政治人物，曾任贵阳市人大常委会副主任兼贵阳市计划生育委员会主任，贵州省人大常委会副主任。